# Айвазов, Анатолий Ашотович
Анатолий Ашотович Айвазов (8 июня 1996, Владикавказ, Россия) — российский и армянский футболист, вратарь клуба «Алашкерт».

## Клубная карьера
Айвазов — воспитанник московского «Локомотива» и подмосковного «Строгино». В составе московской команды стал победителем Кубка РФС среди юношеских команд 1995 года рождения. В 2014 году перешёл в систему армянского «Пюника». 5 августа в матче против «Улисс II» он дебютировал за дублёров команды. 13 сентября в матче против «Арарата» Айвазов дебютировал за основной состав. По итогам сезона 2014/2015, Айвазов провёл 24 матча в национальном чемпионате и пропустил 24 мяча, стал обладателем «золотого дубля» — чемпионата и кубка.
Летом 2016 года стал игроком клуба «Ширак». 6 августа в поединке против «Пюника» дебютировал за новый клуб. По итогам сезона стал обладателем национального кубка и суперкубка Армении.
В июле 2018 года перешёл в «Бананц», в августе следующего года переименованный в «Урарту». 8 апреля в матче против «Ширака» Айвазов провёл первый матч за клуб.
Спустя пять лет в «Урарту», Анатолий перёшёл в «Ноа». 6 августа 2022 года в матче против «Лернаин Арцах» он дебютировал за клуб. Зимой 2023 года, Айвазов покинул клуб на правах свободного агента.
29 марта 2023 года стал игроком российской «Чайки» из Песчанокопского. 1 апреля в матче против «Форте» впервые попал в заявку клуба на матч Второй лиги. До конца сезона провёл на скамейки запасных, проиграв конкуренцию Евгению Замерецу.
В июле 2023 года на правах свободного агента стал игроком клуба «Алашкерт». 4 ноября в матче против «Ширака» он дебютировал за новый клуб.

## Достижения
- Чемпион Армении: 2014/15
- Обладатель Кубка Армении: 2014/15, 2016/17
- Обладатель Суперкубок Армении: 2015/16, 2017/18